# West Sussex
West Sussex és un comtat d'Anglaterra, que fou separat en el segle xix del d'East Sussex, els quals formaven el desaparegut comtat històric de Sussex. Situat al sud del país, és un comtat del litoral del canal de la Mànega, que limita amb Hampshire, Surrey i East Sussex. Moltes de les poblacions importants del comtat són costaneres, com Chichester, la capital. El punt més alt està situat a Black Down, amb una altura de 280 metres sobre el nivell del mar. En els eu paisatge divers es conserven encara algunes àrees sense alterar per la presència humana, que són reserves protegides.

## Geografia

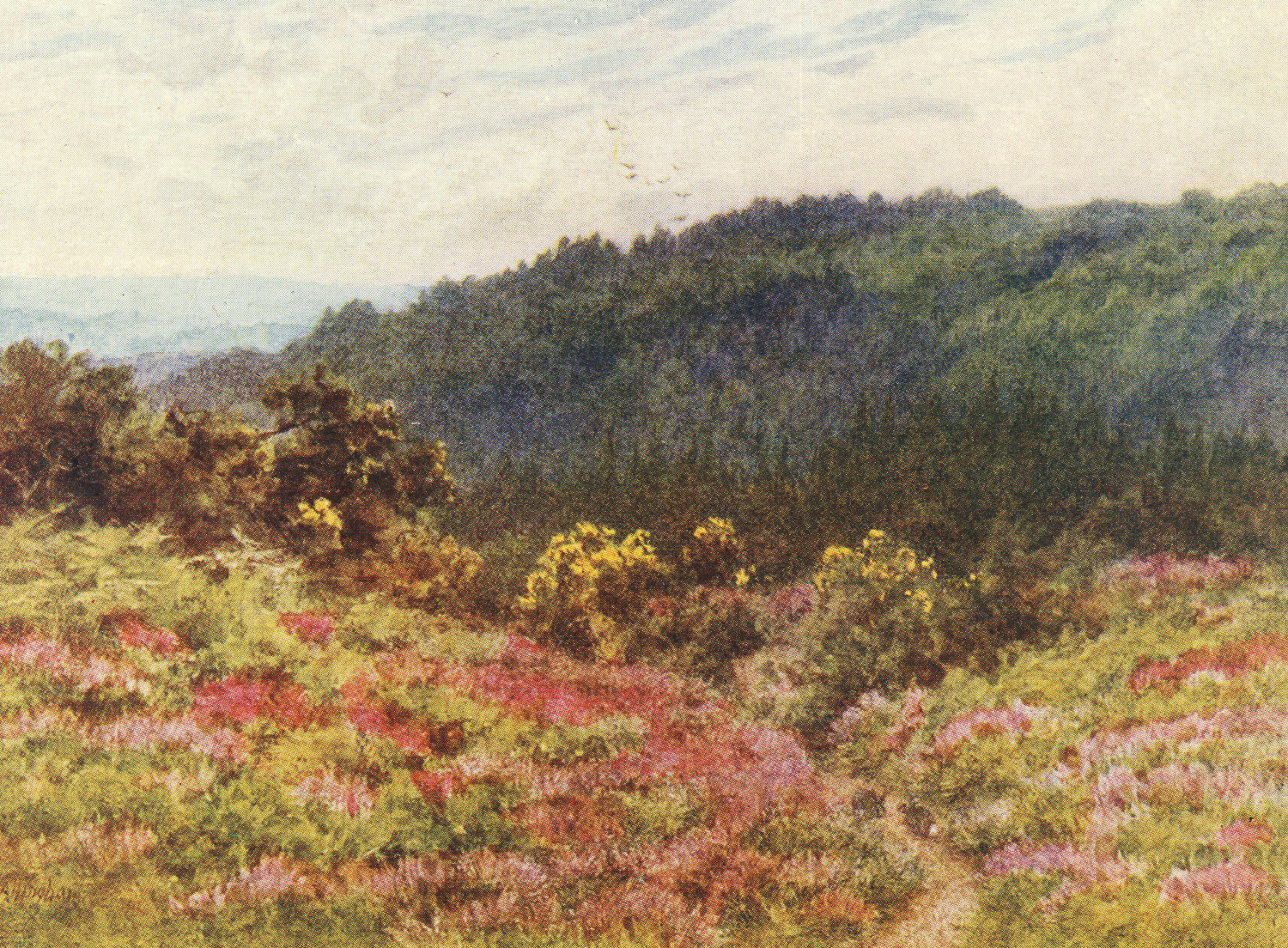
Blackdown

West Sussex està vorejat per Hampshire a l'oest, Surrey al nord, East Sussex a l'est i el canal de la Mànega al sud. Aquesta zona es va generar durant el Juràssic superior i el Baix Cretaci, al mateix temps que es va formar l'estrat de roques anomenat anticlinal de Weald–Artois. La part oriental d'aquest anticlinal, el Weald de Kent, Sussex i Surrey ha estat força erosionat i la superfície de roca de creta ha desaparegut en aquest comtat de manera que ha quedat exposat la capa de roques més antiga, procedent del Baix Cretaci. A West Sussex les roques de la superfície són més antigues cap al nord, on es poden trobar pedres sorrenques poc consolidades amb nòduls de fosforita, per exemple a Black Down, el turó més alt del comtat. L'erosió de dels estrats sorrencs més tous i els d'argila han deixat la concavitat del Weald, una zona ocupada per la vegetació, i ha deixat a la vista una àrea escarpada al nord de roca de creta que va d'est a oest creuant tot el comtat, tallada només per les valls del riu Arun i del riu Adur. A més d'aquests dos rius hi ha un riu estacional, el Lavant, que flueix intermitentment baixant d'unes deus en aquests turons al nord de Chichester.

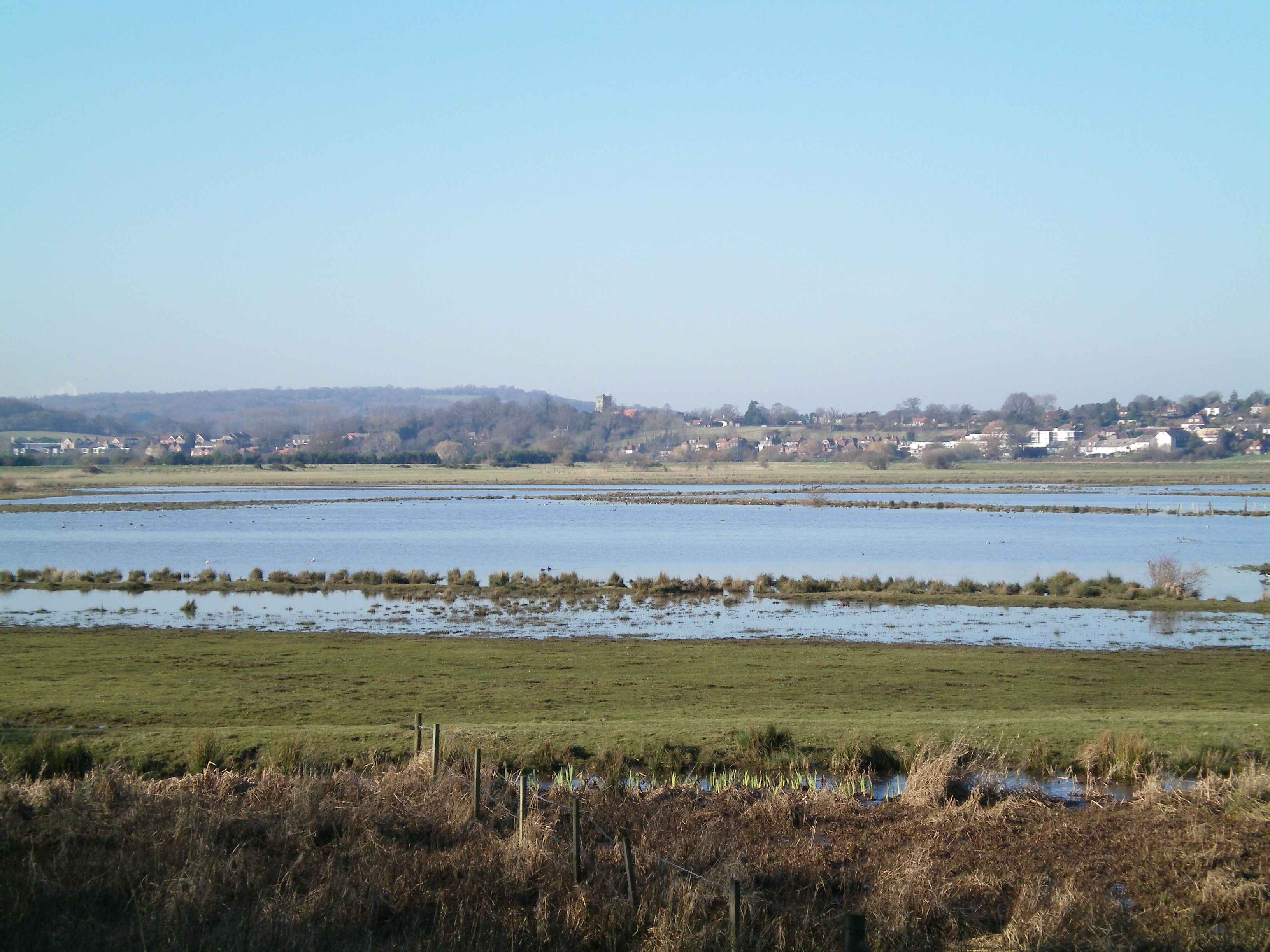
Pulborough Brooks

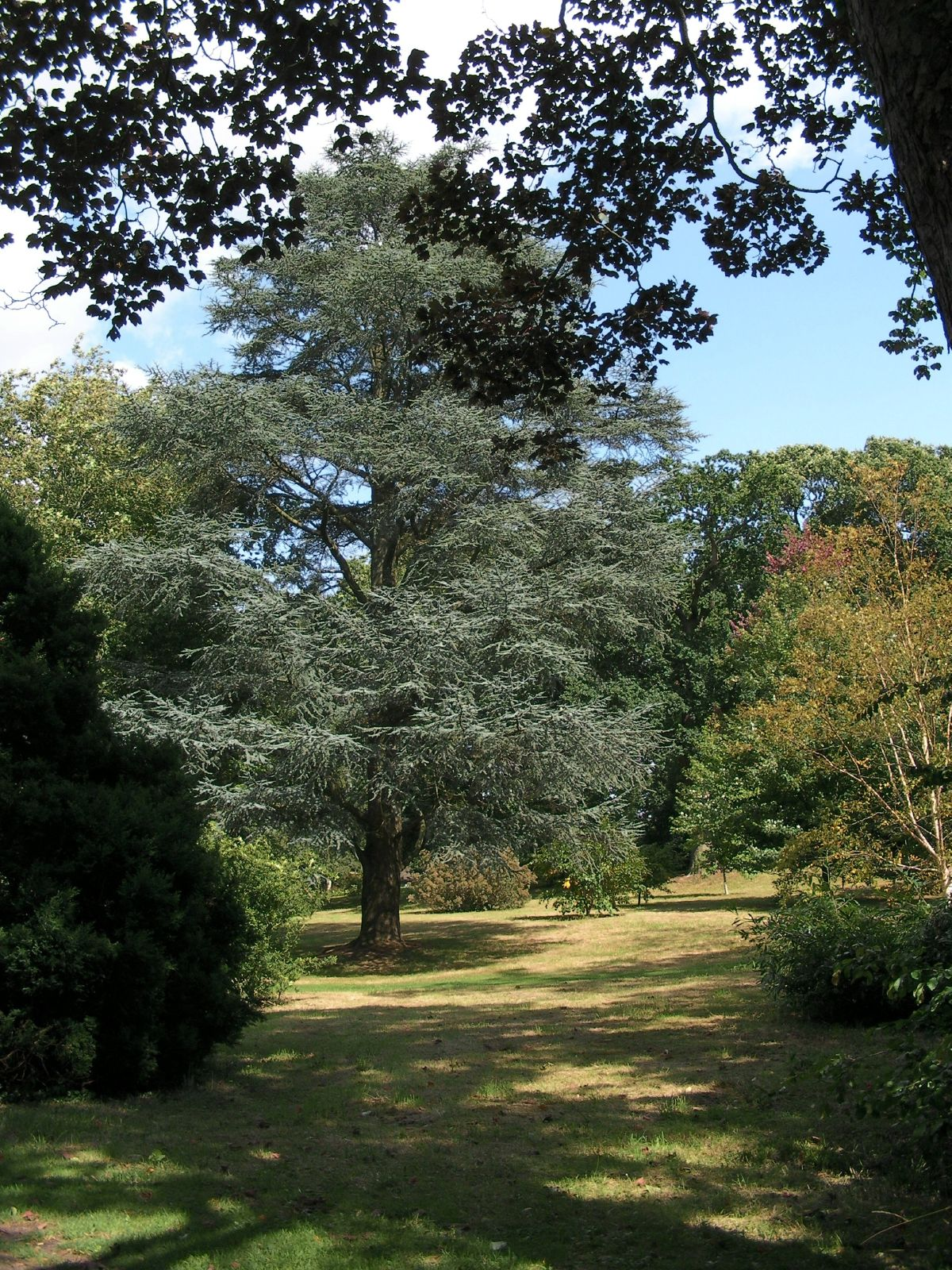
Jardins Wakehurst, a Ardingly.

Alguns indrets naturals destacats són:
- El port natural de Chichester, que en realitat és una ria i els aiguamolls del seu voltant estan catalogats com a lloc de destacada bellesa natural (AONB) i d'especial interès científic (SSSI) per ser el lloc on passen l'hivern molts ànecs i ocells limícoles.[4][5]
- El port natural de Pagham, que també és una àrea protegida escollida per les aus migratòries.[6]
- Pulborough Brooks, uns aiguamolls de la vall del riu Arun, que són un ric hàbitat on es pot sentir cantar rossinyols i troben alimente ànecs, anserins i altres aus migratòries.[7]
- Selsey Bill que és l'extrem sud de la península de Manhood i la punta oriental que tanca la badia Bracklesham.[8]
- South Downs Way, una sendera de 160 km que va des de Winchester (Hampshire) fins a Eastbourne (East Sussex) passant per entorns naturals d'aquest comtat.[9]
- El parc de Stansted, un antic vedat de caça privat.[10]
- St Leonard's Forest, una zona boscosa entre Horsham i Crawley on, segons diverses llegendes hi havia dracs i serps monstruoses.[11]
- Tilgate Park, una barreja de zones de prat i de bosc a l'entorn del llac Tilgate.[12]
- Wakehurst Place, els jardins botànics de 2 km² que hi ha al costat d'una casa senyorial.[13]
- La reserva natural de Warnham, de 92 acres.[14]
- La reserva natural d'Arundel, protegida per l'associació Wildfowl and Wetlands Trust per la seva biodiversitat.[15]

## Història
Aquest territori ha estat poblat des de l'edat de pedra. Hi ha tres monuments prehistòrics destacats: el Devil's Jumps, un grup de sepulcres de l'edat del bronze i dues fortificacions de l'edat del ferro situades als South Downs, Cissbury Ring i Chanctonbury Ring. De l'època de l'ocupació romana queden les restes del palau de Fishbourne i vil·les com la trobada a Bignor Regis més diversos camins com Stane Street, la via entre Chichester i Silchester, i el camí anomenat Sussex Greensand. Els romans van iniciar l'explotació a gran escala dels jaciments de ferro de la zona del Weald.
Els colons saxons van fundar el regne de Sussex, d'on deriva el nom del comtat, la part oest d'aquell territori. Sussex va esdevenir un comtat, quan va ser absorbit pel regne de Wessex, i estava subdividit en sis unitats administratives anomenades rapes: Arundel, Bramber, Chichester, Hastings, Lewes i Pevensey.
Al segle xvi els tres rapes de la part occidental es van agrupar de manera informal, ja que tenien un mateix lloc per recaptar impostos i fer les reunions dels tribunals de justícia (Quarter Sessions). Des del 1888 van tenir un organisme comú anomenat Consell del Comtat de West Sussex igualment va passar amb els tres rapes de la part oriental (East Sussex). El 1974, West Sussex va esdevenir un comtat cerimonial, segons proposava la llei de governs locals del 1972. Al mateix temps una gran ppart del rape de Lewes (el districte de Mid Sussex, que inclou les poblacions de Haywards Heath, Burgess Hill i East Grinstead) va ser transferida al comtat de West Sussex.
Actualment el comtat conté set districtes: Adur, Arun, Chichester, Crawley, Horsham, Mid Sussex i Worthing. El consell del comtat està format per 71 consellers i té la seu a Cichester.

## Poblacions

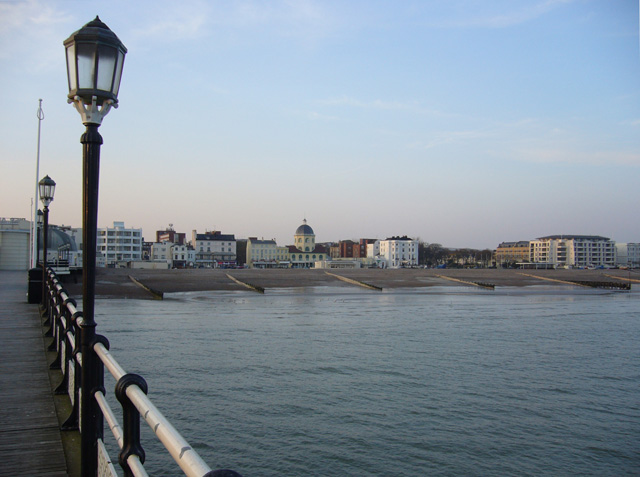
Worthing

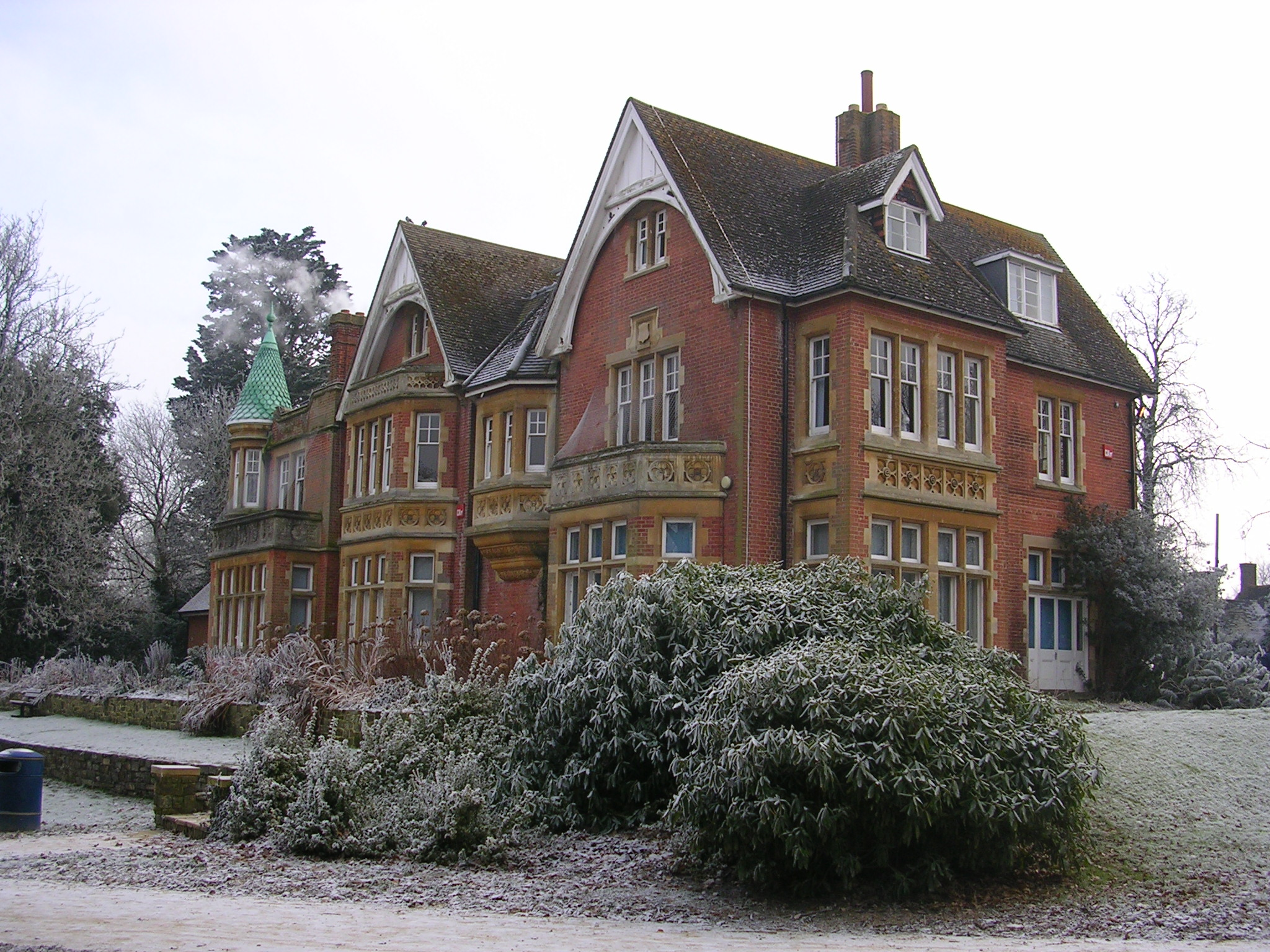
Crawley

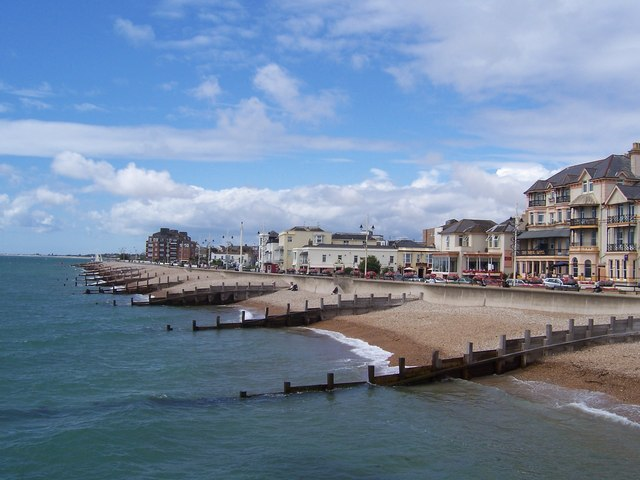
Bognor Regis

La majoria de les poblacions de West Sussex estan o bé a la costa o bé al voltant de les carreteres M23/A23. Chichester, la capital, que té una catedral i, per tant, estatus de city, està situada a prop de la frontera amb Hampshire. Les poblacions més petites són: Arundel, Midhurst, Petworth, Selsey i Steyning.
La següent llista són les poblacions amb més habitants segons el cens del 2011:
- Worthing (109.120 hab)
- Crawley (106.943 hab)
- Bognor Regis (63.885 hab)
- Littlehampton (55.706 hab)
- Shoreham-by-Sea (48.487 hab)
- Horsham (48.041 hab)
- Haywards Heath (33.845 hab)
- Burgess Hill (30.635 hab)
- East Grinstead (29.084 hab)
- Chichester (28.657 hab)

## Economia
West Sussex ha desenvolupat diferents usos de les terres, igual com els seus veïns de la zona del Weald. Hi ha races de bestiar pròpies d'aquesta àrea i un tipus de pollastre que porta el nom de Sussex que s'han estat criant aquí des de l'època dels romans.[16] Alguna de les primeres proves que demostren la cria de cavalls a l'illa de la Gran Bretanya es van trobar a Boxgrove, i daten del 500.000 aC. La viticultura és part de l'economia del comtat, on es produeix vi d'agulla de diverses qualitats.
La següent taula indica l'evolució del valor afegit brut, desglossat per sectors, amb valors expressats en milions de lliure esterlines. La suma dels valors parcials pot no coincidir amb el valor total degut als arrodoniments.
| any  | valor afegit brut regional | sector primari | sector secundari | sector terciari |
| ---- | -------------------------- | -------------- | ---------------- | --------------- |
| 1995 | 8.564                      | 208            | 2.239            | 6.116           |
| 2000 | 10.576                     | 162            | 2.545            | 7.869           |
| 2003 | 12.619                     | 185            | 2.520            | 9.915           |

Les empreses que donen més llocs de treball al comtat són: Rolls-Royce (automòbils), Gatwick Airport i les aerolínies associades (British Airways i Virgin Atlantic Airways); Thales (seguretat) també te presència al comtat.
Malgrat no ser un dels comtats econòmicament deprimits del país, la pobresa tendeix a augmentar: el 2001 el nombre de ciutadans que van demanar ajuts socials era el 2,7%, mentre que el 2011 era el 5,1%.